# Republik Yucatán
Die Republik Yucatán war ein Staat, der 1823, 1841–1843 und 1846–1848 auf dem Gebiet der gleichnamigen Halbinsel existierte.

## Geschichte
Während der spanischen Kolonialzeit war Yucatán ein autonomes Generalkapitanat innerhalb des Vizekönigreichs Neuspanien. Er umfasste die Gebiete der heutigen Bundesstaaten Yucatán, Campeche und Quintana Roo. Als im Jahr 1821 Mexiko seine Unabhängigkeit von Spanien erlangte, wurde Yucatán am 2. November desselben Jahres als „Staat von Yucatán“ Teil des unabhängigen Mexikos. Nach dem Ende des Ersten Kaiserreichs Mexiko war Yucatán 1823 für einige Monate unabhängig, schloss sich dann aber der Republik Mexiko an. 
Im Jahr 1835 wurde in Mexiko eine zentralistisch ausgerichtete Regierung installiert. Yucatán wurde zu einer Provinz herabgestuft. Alle Regierungsgeschäfte wurden von Mexiko-Stadt aus wahrgenommen.
Im Mai 1838 entflammten in Yucatán (Tizimín) erste Aufstände gegen die Zentralregierung. Auch wurden erste Unabhängigkeitsforderungen laut. Als 1840 die örtliche Kongressversammlung in Merida eine Unabhängigkeitserklärung verabschiedete, blockierte der mexikanische Gouverneur von Yucatán, Santiago Méndez, diese zunächst, jedoch unter der Bedingung, dass die mexikanische Regierung die Verfassung von 1824 wiederherstellte. Der mexikanische Präsident Santa Anna delegierte daraufhin den Emissär Andrés Quintana Roo nach Mérida, dem es gelang, die Differenzen zu beseitigen und einen Friedensvertrag mit der örtlichen Regierung von Yucatán zu schließen.
Schon im März 1841 zeigte Präsident Santa Anna kein besonderes Interesse mehr an der Einhaltung der geschlossenen Vereinbarungen. Während einer Ratsversammlung in Mérida wurde diese am 16. März 1841 von der Menge gestürmt.
In einer historischen Quelle (Juan Francisco Soles) heißt es:

Flagge von Yucatán 1841–1843

„Am Abend des 16. März 1841 – während einer konstituierenden Versammlung – wurde der Hauptsaal von einer unbewaffneten Menge gestürmt, angeführt von Barbachano, Francisco Martin Peraza und einigen weiteren, die die volle Unabhängigkeit Yukatans forderten. Unter dem Druck der Menge willigten die Abgeordneten ein, ihre Verfassungsvorschläge noch einmal zu überdenken, (…) einigen Personen der aufgebrachten Menge gelang es, auf das Dach zu steigen, die mexikanische Flagge abzunehmen und die Nationalflagge von Yukatan zu hissen.“

### Unabhängigkeit
Einige Monate später, am 20. Oktober 1841, ließ Gouverneur Méndez sämtliche mexikanischen Flaggen entfernen und überall die neue Nationalflagge hissen. Gleichzeitig wurde die unabhängige Republik Yucatán deklariert. Die Nationalflagge wurde wie folgt beschrieben: „Die Flagge Yukatans ist in zwei Felder unterteilt: Eins auf der linken Seite in Grün und eins auf der rechten Seite – wiederum unterteilt in 3 Streifen: rot-weiß-rot. Das grüne Feld enthält fünf wundervolle Sterne, die für die fünf Departements stehen, in die Yukatan lt. Dekret vom 30. November 1840 geteilt ist: Mérida, Izamal, Valladolid, Tekax und Campeche.“
Die neue Verfassung von Yucatán baute auf der vorherigen von 1825 und auf der mexikanischen von 1824 auf.
Der mexikanische Präsident Santa Anna lehnte die Anerkennung von Yucatáns Unabhängigkeit ab. Er befahl, alle yukatanischen Schiffe und den gesamten Handel zu blockieren. Zudem ließ er im Jahr 1843 eine Armee entsenden, um die Separation zu beenden. Die Invasionsarmee wurde jedoch von der yukatanischen besiegt. Weil Yucatán wirtschaftlich ohne den mexikanischen Staat nicht überleben konnte, entschied Yucatáns Gouverneur Miguel Barbachano – aus der Position der erhaltenen Stärke heraus – mit Santa Anna zu verhandeln. Man stimmte zu, Yucatán wieder in den mexikanischen Staatsverband zu integrieren, sofern die Rückkehr zur Verfassung von 1825 und umfassende Selbstverwaltungsrechte eingeräumt würden.
Am 15. Dezember 1843 wurde der entsprechende Vertrag ratifiziert. In Artikel 15 hieß es u. a.: „Yucatán soll keine andere als die Flagge der Nation führen“ (d. h. die mexikanische).
Bereits im Jahr 1845 wurden die Vereinbarungen erneut von der mexikanischen Regierung ignoriert, woraufhin Yucatán zum 1. Januar 1846 nochmals seine Unabhängigkeit erklärte. Als im gleichen Zeitraum der Mexikanisch-Amerikanische Krieg ausbrach, erklärte Yucatán seine Neutralität. 
Die Lage wurde weiter kompliziert durch Ausbruch des sogenannten „Kastenkriegs“ (Guerra de Castas) im Jahr 1847. Die indigene Maya-Bevölkerung erhob sich gegen die politische und wirtschaftliche Kontrolle der spanischstämmigen Bevölkerung, was im Jahr 1848 dazu führte, dass der kreolische Bevölkerungsanteil in Yucatán weitgehend vertrieben oder getötet wurde. Verschont blieben lediglich die befestigten Städte Mérida und Campeche.
Die yukatanische Regierung in Mérida wandte sich daraufhin an das Ausland mit der Bitte um Unterstützung im Kampf gegen die aufständischen Mayas. Der Gouverneur schickte gleichlautende Noten an die Regierungen von Großbritannien, Spanien und die USA. In diesen bot er die volle Souveränität über das Territorium von Yucatán derjenigen Nation an, die zuerst Hilfe gegen den Maya-Aufstand schickte. Der US-Präsident James K. Polk empfing in Washington den Botschafter von Yucatán, und die Angelegenheit wurde anschließend im amerikanischen Kongress debattiert. Gemäß der „Monroe-Doktrin“ wurde jedoch lediglich beschlossen, eine Warnung an europäische Mächte auszusprechen, sich nicht in die inneren Angelegenheiten Yucatáns einzumischen. Militärische Hilfe wurde nicht entsandt.
Nach dem Ende des Mexikanisch-Amerikanischen Krieges richtete Gouverneur Barbachano sein Hilfegesuchen an den mexikanischen Präsidenten José Joaquín de Herrera. Als Gegenleistung stimmte die yukatanische Regierung einer Anerkennung der mexikanischen Zentralregierung zu. Am 17. August 1848 kam es zur Wiedervereinigung mit Mexiko.

### Nach der Wiedervereinigung
In den folgenden Jahren kam es immer wieder zu kleineren und größeren militärischen Auseinandersetzungen zwischen der yukatanischen Regierung und den aufständischen Mayas. Erst im Jahr 1901 eroberte die mexikanische Armee den Maya-Hauptstützpunkt Chan Santa Cruz. Einzelne Maya-Gruppen führten den Kampf jedoch bis in die 1930er Jahre weiter. 
1857 wurde der westliche Teil des Bundesstaates Yucatán abgetrennt und als eigener Bundesstaat Campeche organisiert. 1902 wurde im Zusammenhang mit der Bekämpfung der aufständischen Maya Quintana Roo als zentral verwaltetes Territorium abgetrennt; es wurde erst 1974 in den Rang eines Bundesstaates erhoben.